# Rabichandra Moirangthem
Rabichandra Moirangthem, né le 3 août 2001, est un joueur indien de hockey sur gazon. Il évolue au poste de milieu de terrain au Petroleum Sports Promotion Board et avec l'équipe nationale indienne.

## Carrière
Il a fait ses débuts le 19 mars 2022 contre l'Argentine à la 3e saison de la Ligue professionnelle (2021-2022).

## Palmarès
- : 3e à la Ligue professionnelle 2021-2022